# Kasteel van Puymartin

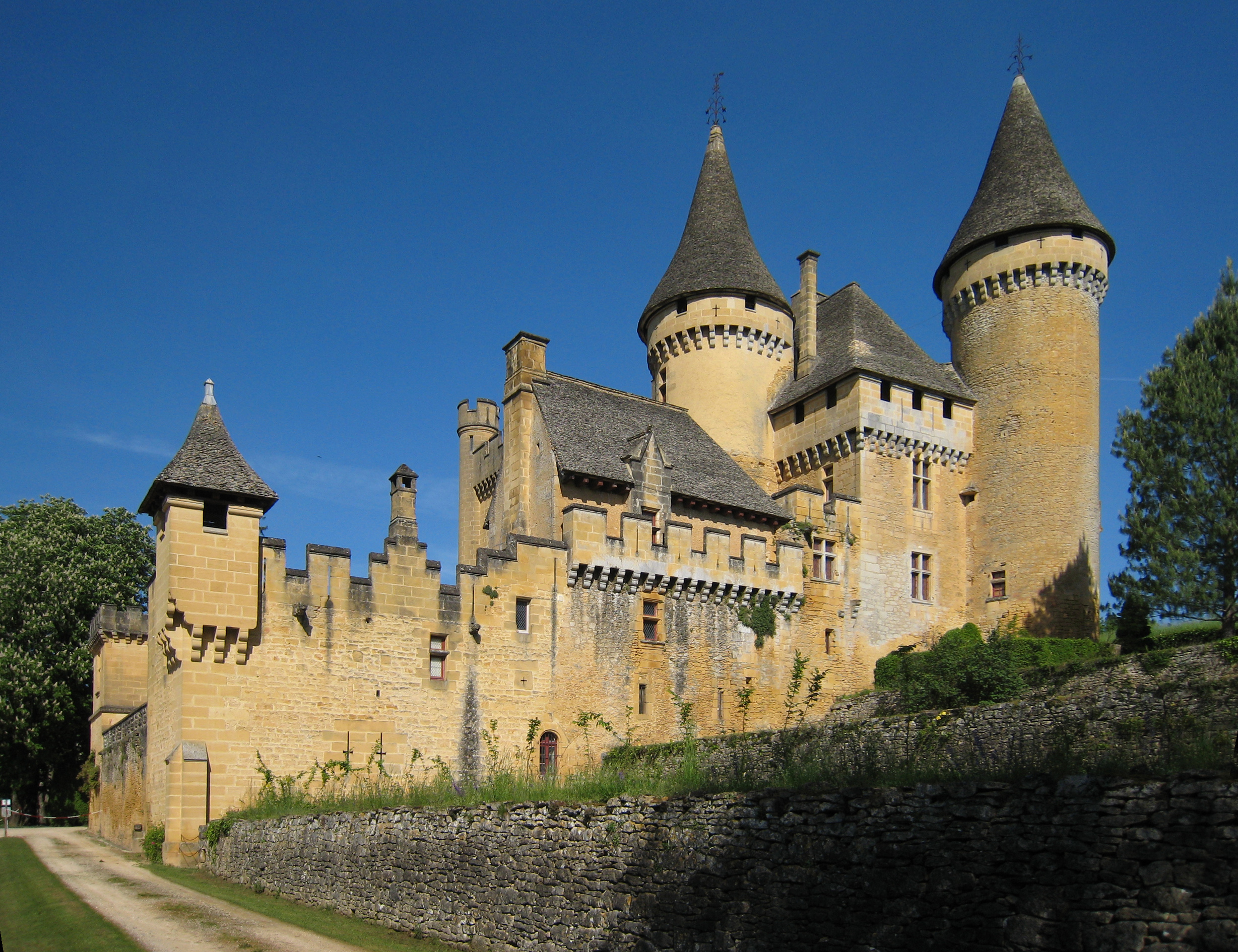
Château de Puymartin

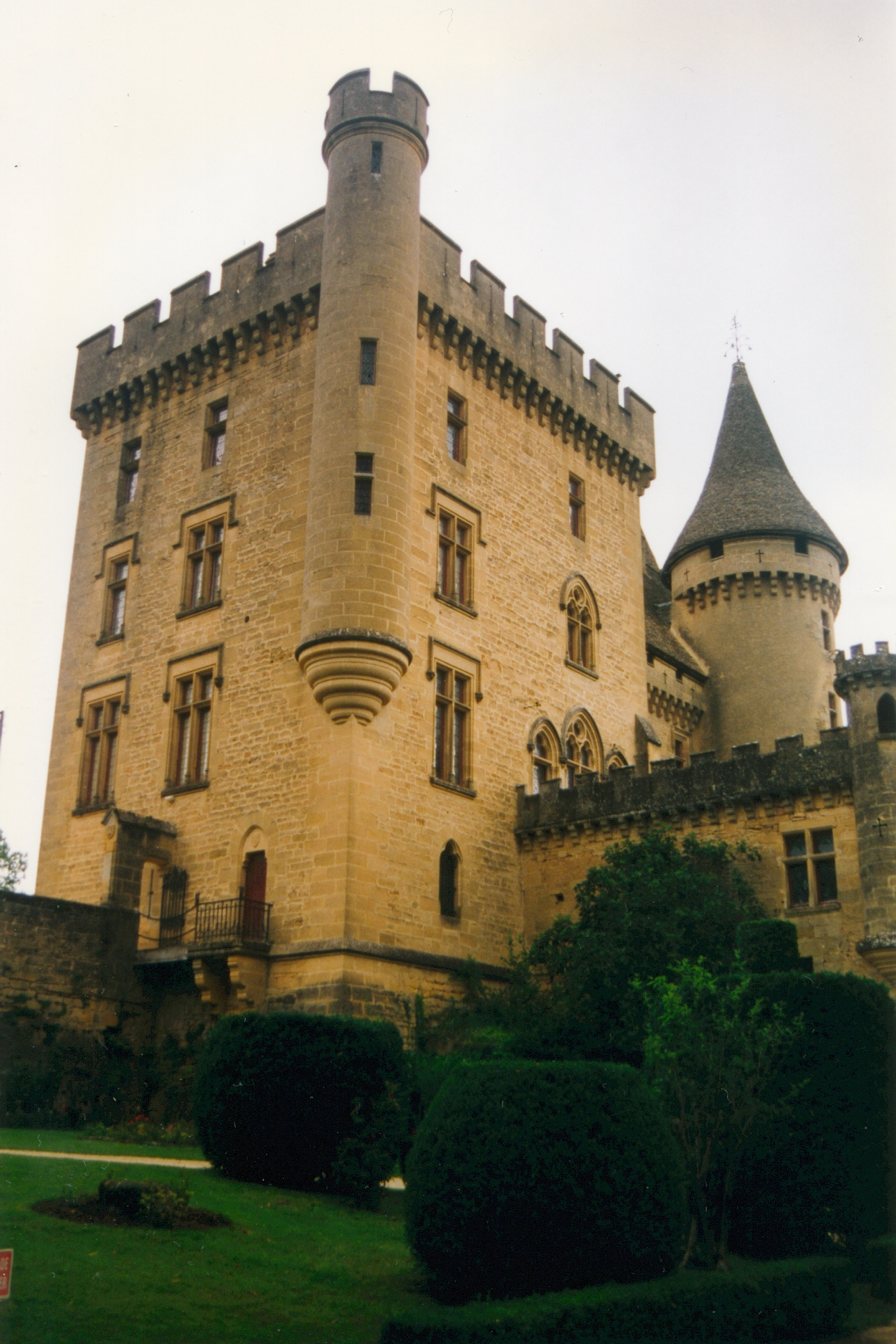
De vierkanten toren

Het kasteel van Puymartin (Frans: Château de Puymartin) is gelegen in de gemeente Marquay, in de buurt van Sarlat-la-Canéda (departement Dordogne, in de regio Nouvelle-Aquitaine). Het is beschermd als historische monument.
Een eerste kasteel werd gebouwd in de 13e eeuw, maar werd door de Fransen afgebroken tijdens de Honderdjarige Oorlog om te verhinderen dat de Engelsen het als uitvalsbasis zouden gebruiken. In de 15e eeuw werd het huidige kasteel gebouwd in opdracht van Radulphe de Saint-Clar. Tegen het einde van de 19e eeuw was het kasteel vervallen en werd het gerestaureerd in opdracht van de markies de Carbonnier de Marzac. Hierbij werd het kasteel grondig verbouwd door een leerling van Viollet-le-Duc. Zo werd onder andere het dak van de grote vierkanten toren afgebroken om deze een meer imposant en middeleeuws uiterlijk te geven. In de weergangen zijn schietgaten voor veldslangen aanwezig.

## Legende
De legende van de Witte Dame gaat terug tot een gebeurtenis die zich zou hebben afgespeeld in de 16e eeuw. Thérèse de Saint-Clar werd verrast door haar man die met haar geliefde uit de oorlog was teruggekeerd. De minnaar werd vermoord en de ontrouwe vrouw zat 15 jaar gevangen in een kleine kamer. De deur was dichtgemetseld, alleen een klein luikje liet eten toe.
Toen ze stierf, was haar lichaam daar ommuurd, en aangezien een legende zegt dat Thérèse 's avonds rond middernacht zou terugkeren om het kasteel te achtervolgen, heeft haar geest zich aan verschillende mensen gemanifesteerd. Ze zou rondlopen op de trap, in haar kamer en op de cirkelvormige paden.

## Film
De film The Duellists (1977) werd deels opgenomen bij het kasteel van Puymartin.